# Auberge
Auberge är ett album från 1990 av Chris Rea. Skivan blev en stor kommersiell framgång och har sålts i mångmiljonupplagor.

## Låtlista
1. Auberge
2. You're Not A Number
3. Gone Fishing
4. Heaven
5. Winter Song
6. Set Me Free
7. Red Shoes
8. Sing A Song Of Love To Me
9. Every Second Counts/Looking For The Summer
10. You My Love
11. Mention Of Your Name